# Double Chance
Pour plus de détails, voir Fiche technique et Distribution.
Double Chance (titre original : Lucky Partners) est un film américain réalisé par Lewis Milestone, sorti en 1940. Il s'agit d'une adaptation du film de Sacha Guitry réalisé en 1935, Bonne Chance

## Synopsis
David Grant a travaillé en tant que dessinateur dans Greenwich Village. Lors d'une promenade, il souhaite "bonne chance" sans raison apparente à Jean Newton, une employée de librairie qui effectue des livraisons. Voulant livrer des livres à son destinataire elle tombe en pleine scène de ménage où une femme fort énervée fait ses valises, se saisissant d'une robe de prix, ancien cadeau de son ex, elle en fait don à Jean. Celle-ci réalise alors que le mystérieux promeneur lui a réellement porté chance. Elle a alors l'idée de l'associer à l'achat d'un billet de loterie. Grant accepte à condition qu'en cas de victoire, ils fassent ensemble un voyage aux chutes du Niagara. Jean qui est fiancée à Freddy hésite mais finit par accepter. Grant et Jean partent donc en se promettant que ce voyage ne sera « qu'une expérience artistique et rien d'autre » mais Freddy Harper jaloux ne peut s’empêcher de les suivre et de les surveiller, les ennuis vont alors commencer d'autant de Jean ne reste pas indifférente aux charmes de Grant.

## Fiche technique
- Titre : Double Chance
- Titre original : Lucky Partners
- Réalisation : Lewis Milestone
- Scénario : Allan Scott, John Van Druten, George Haight (non crédité), Edwin Justus Mayer (non crédité), Lewis Milestone (non crédité) et Franz Schulz (non crédité) d'après une histoire de Sacha Guitry
- Production : George Haight et Harry E. Edington (producteur exécutif)
- Société de production et de distribution : RKO
- Musique : Dimitri Tiomkin
- Photographie : Robert De Grasse
- Direction artistique : Van Nest Polglase
- Décorateur de plateau : Darrell Silvera
- Costumes : Irene
- Montage : Henry Berman
- Pays d'origine : États-Unis
- Format : Noir et blanc - Son : Mono (RCA Sound System)
- Genre : Comédie dramatique
- Durée : 99 minutes
- Dates de sortie :
  - États-Unis : 2 août 1940
  - France :18 septembre 1947

## Distribution
- Ronald Colman : David Grant
- Ginger Rogers : Jean Newton
- Jack Carson : Frederick Harper
- Spring Byington : Tante Lucy
- Cecilia Loftus : Mme Alice Sylvester
- Harry Davenport : Juge
- Hugh O'Connell : Employé de bureau
- Brandon Tynan : M. Sylvester
- Leon Belasco : Nick #1
- Eddie Conrad : Nick #2
- Walter Kingsford : Wendell
- Lucile Gleason : La mère d'Ethel
- Helen Lynd : Ethel
- Nora Cecil (non créditée) : la présidente du club féminin